# Srpski dinar
Srpski dinar (ISO 4217: RSD, numerički kôd: 941) je valuta Republike Srbije. Kratica koja se koristi u Srbiji je din/дин. Dinar je korišten kao valuta Knjaževstva, te Kraljevine Srbije od 1868. do 1918. godine, kada je zamijenjen valutom Kraljevstva Srba, Hrvata i Slovenaca. 
Dinar izdaje Narodna banka Srbije, čiji su prioriteti stabilnost cijena, te održanje ukupne financijske stabilnosti.

## Povijest srpskog dinara
Srpski dinar se prvi put spominje u arhivskim dokumentima krajem 1214. godine, u vrijeme Stefana Prvovjenčanog. Od tada, pa sve do pada Despotovine 1459. godine, dinar su kovali gotovo svi srpski vladari. On je predstavljao jedno od najbitnijih obilježja samostalnosti i državnosti srpske države u srednjem vijeku. Sav srednjovjekovni novac Srbije se, zbog povlačenja zlata iz opticaja kovao isključivo u srebru.
Zbog gubitka samostalnosti srpske države, sve do polovice 19. stoljeća u upotrebi je bio veliki broj različitih moneta stranih država. U razdoblju turske vladavine, na području današnje Srbije radilo je nekoliko kovnica turskog novca – Novo Brdo, Kučajna i Beograd. Naziv posljednje vrste turskog srebrenog novca para (od arapske riječi bara - što znači srebro), prisutan je i danas kao naziv stotog dijela suvremenog srpskog dinara.

## Srpski dinar za vrijeme Vlade narodnoga spasa
U Nedićevoj Srbiji je srpski dinar izdavala Srpska narodna banka. Ova valuta je po prvi put u povijesti Srbije prikazivala važne povijesne osobe, Vuka Karadžića, Petra II. Petrovića Njegoša i svetoga Savu. Ostale novčanice imale su poljodjelstvene slikovne prikaze muškaraca i ženâ s pripadajućim alatima. Autor svih novčanica Srbije pod Vladom narodnoga spasa bio je Veljko Andrejević Kun, otac Đorđa Andrejevića Kuna (koji je 1944. izradio prve partizanske novčanice i prvu partizansku poštansku marku).

## Novčanice u optjecaju
U optjecaju su novčanice s potpisima guvernera Mlađana Dinkića, Kori Udovički, Radovana Jelašića i (od 2011. godine) Dejana Šoškića u apoenima 10, 20, 50, 100, 200, 500, 1000, 2000 i 5000 dinara.
Novčanice koje nose oznaku Narodna banka Jugoslavije prestale su vrijediti 1. siječnja 2007. godine.

### 10 dinara
Na prednjoj strani je portret Vuka Stefanovića Karadžića i njegov pribor za pisanje, tri slova moderne srpske azbuke i lik Filipa Višnjića. Na zadnjoj strani je Vukov portret i članovi Prvog Sveslovenskog Kongresa, održan u Pragu 1848. godine, kao i friz od slova. Novčanica je prvi put puštena u optjecaj 2000. godine u pretežno oker-žutoj boji, a 2006. godine je zamijenjena svjetlijom nijansom boja.

### 20 dinara
Na prednjoj strani je portret Petra II. Petrovića Njegoša, Spomenik iz mauzoleja na planini Lovćen. Novčanica je puštena u optjecaj 2000. godine u pretežno zelenoj i oker-žutoj boji sa smeđim i žutim nijansama. Novčanica izdanja Narodne Banke Srbije od 18. lipnja 2006. ima svjetlije tonove od stare i izmijenjen motiv. Na stražnjoj strani je pored lika Njegoša, crtežom predstavljen detalj Cetinjskog manastira, te detalj s ukrasne minijature s prvog slavenskoga oktoiha, tiskanog na Cetinju 1494. godine i planinski masiv Komova. Dimenzije 64 mm x 135 mm.

### 50 dinara
Na prednjoj strani je portret skladatelja Stevana Stojanovića Mokranjca. Novčanica je prvi put puštena u optjecaj 2000. godine u pretežno svijetlo ljubičastoj boji s narančastim i žutim nijansama. Novčanica je izmijenjena 2005. godine.

### 100 dinara
Na prednjoj strani je portret Nikole Tesle i detalj Teslinog elektromagnetskog indukcijskog motora. Novčanica je prvi put puštena u optjecaj 2000. godine u pretežno svijetlo plavoj boji, sa zelenkastim i oker-žutim nijansama. 2003. godine je dizajn promijenjen, te je tokom narednih godina osvježavan.

### 200 dinara
Na prednjoj strani je portret Nadežde Petrović i silueta Manastira Gračanice. Novčanica je prvi put puštena u optjecaj 2001. godine u pretežno tamnožutoj, crvenoj i smeđoj boji sa sivo-plavim nijansama. Dizajn je promijenjen 2005. godine.

### 500 dinara
Na prednjoj strani se nalazi portret Jovana Cvijića i stilizirani etno-motivi. Novčanica je puštena u optjecaj 2004. godine u pretežno zelenim i žutim bojama s plavo-zelenim nijansama.

### 1000 dinara
Na novčanici se nalazi portret Đorđa Weiferta; silueta Weifertove pivovare, hologram svetog Jurja kako ubija zmaja; detalji unutrašnjosti glavne zgrade Narodne Banke Srbije. Novčanica je prvi put puštena u optjecaj 2001. godine u pretežno svjetlo-crvenoj boji sa žutim i sivo-plavim nijansama. Dizajn je promijenjen 2003. godine.

### 2000 dinara
Na prednjoj strani se nalazi portret Milutina Milankovića; na poleđini su razni detalji iz Milankovićeva života i rada. Primjer novčanice prikazan je 23. prosinca 2011. godine, a u redovan promet bit će puštena već 30. prosinca iste godine.

### 5000 dinara
Na novčanici se nalazi portret Slobodana Jovanovića i ukrasni detalj zgrade Srpske akademije znanosti i umjetnosti; Silueta Parlamenta Srbije. Novčanica je prvi put puštena u optjecaj 2002. godine u pretežno zelenoj boji s ljubičastim i sivo-žutim nijansama. Dizajn je promijenjen 2003. godine.